# Primera Autonómica Preferente de Castilla-La Mancha 2014-15
La Primera Autonómica Preferente de Castilla-La Mancha 2014-15 comenzó el 31 de agosto de 2014 y terminó su fase regular el 10 de mayo de 2015. Tras ello tuvieron lugar los play-off de ascenso a Tercera División Nacional.

## Sistema de competición
La Primera Autonómica Preferente de Castilla-La Mancha 2014/15 estuvo organizada por la Federación de Fútbol de Castilla-La Mancha (FFCM).
Como en temporadas precedentes, la Preferente 2014/15 constaba de dos grupos (los equipos son designados en uno u otro por la cercanía con los otros rivales) integrados por 18 clubes de toda Castilla-La Mancha. Siguiendo un sistema de liga, los 18 equipos se enfrentan todos contra todos en dos ocasiones —una en campo propio y otra en campo contrario— sumando un total de 34 jornadas. El orden de los encuentros se decidió por sorteo antes de empezar la competición.
La clasificación final se estableció con arreglo a los puntos obtenidos en cada enfrentamiento, a razón de tres por partido ganado, uno por empatado y ninguno en caso de derrota. Si al finalizar el campeonato dos equipos igualasen a puntos, los mecanismos para desempatar la clasificación serán los siguientes:
- El que tenga una mayor diferencia entre goles a favor y en contra en los enfrentamientos entre ambos.
- Si persiste el empate, se tendrá en cuenta la diferencia de goles a favor y en contra en los 2 partidos jugados entre ellos.

Si el empate a puntos es entre tres o más clubes, los sucesivos mecanismos de desempate serán los siguientes: 
- La mejor puntuación de la que a cada uno corresponda a tenor de los resultados de los partidos jugados entre sí por los clubes implicados.
- La mayor diferencia de goles a favor y en contra, considerando únicamente los partidos jugados entre sí por los clubes implicados.
- La mayor diferencia de goles a favor y en contra teniendo en cuenta todos los encuentros del campeonato.
- El mayor número de goles a favor teniendo en cuenta todos los encuentros del campeonato.

### Efectos de la clasificación
El primero de cada grupo será directamente ascendido a Tercera División para la próxima temporada. Los dos segundos jugarán un play-off por el ascenso, por lo que al final ascenderán tres equipos. Las plazas de estos equipos serán cubiertas la próxima temporada por los tres últimos clasificados del grupo XVIII, de esta temporada, en Tercera División.
Por su parte, los cuatro últimos clasificados de cada grupo (puestos del 15º al 18º) serán descendidos a la Primera División Autonómica de Castilla-La Mancha.
Puede dar el caso, que asciendan más equipos a Segunda División B lo que provocaría que ascendieran más equipos de esta categoría para completar los 20 equipos de Tercera División.

## Equipos participantes

### Grupo I
| Equipo                                      | Ciudad                | Provincia   | Entrenador        | Estadio                |
| ------------------------------------------- | --------------------- | ----------- | ----------------- | ---------------------- |
| C. D. Miguelturreño                         | Miguelturra           | Ciudad Real | Bandera de España | Candelario León Rivas  |
| C. F. La Solana                             | La Solana             | Ciudad Real | Bandera de España | La Moheda              |
| Tomelloso C. F.                             | Tomelloso             | Ciudad Real | Bandera de España | Municipal              |
| Atl.Tomelloso                               | Tomelloso             | Ciudad Real | Bandera de España | Municipal              |
| U.D. Carrión                                | Carrión de Calatrava  | Ciudad Real | Bandera de España | Ntra. Sra. Encarnación |
| C. D. Piedrabuena                           | Piedrabuena           | Ciudad Real | Bandera de España | El Olivar              |
| C.F. Almodovar                              | Almodovar del Campo   | Ciudad Real | Bandera de España | Miguel Hernández       |
| Cervantes C. F. Bogas-Bus                   | Argamasilla de Alba   | Ciudad Real | Bandera de España | Las Infantas           |
| U. D. Tobarra                               | Tobarra               | Albacete    | Bandera de España | La Granja              |
| C.D.Caudetano                               | Caudete               | Albacete    | Bandera de España | Antonio Amoros         |
| Munera C. F.                                | Munera                | Albacete    | Bandera de España | Municipal              |
| C.D.E.E.F. Zona 5 Albacete                  | Albacete              | Albacete    | Bandera de España | José Copete            |
| U.D.Alpera                                  | Alpera                | Albacete    | Bandera de España | Jesús Colomer          |
| C. D. Mota del Cuervo                       | Mota del Cuervo       | Cuenca      | Bandera de España | Municipal              |
| A. D. San José Obrero                       | Cuenca                | Cuenca      | Bandera de España | Obispo Laplana         |
| U.B.Conquense "B"                           | Cuenca                | Cuenca      | Bandera de España | Los Tiradores          |
| Motilla C.F.                                | Motilla del Palancar  | Cuenca      | Bandera de España | El Carrascal           |
| C. D. Quintanar                             | Quintanar de la Orden | Toledo      | Bandera de España | Los Molinos            |
| Datos actualizados a: 23 de agosto de 2014. |                       |             |                   |                        |

### Grupo II
| Equipo                                      | Ciudad               | Provincia   | Entrenador        | Estadio                   |
| ------------------------------------------- | -------------------- | ----------- | ----------------- | ------------------------- |
| A. D. Torpedo 66                            | Cebolla              | Toledo      | Bandera de España | Municipal                 |
| C. D. Los Yébenes                           | Los Yébenes          | Toledo      | Bandera de España | Las Palomas               |
| C. D. Sonseca                               | Sonseca              | Toledo      | Bandera de España | Martín Juanes             |
| C. D. Villacañas                            | Villacañas           | Toledo      | Bandera de España | Las Pirámides             |
| C. D. E. E. F. B. Ciudad de Talavera        | Talavera de la Reina | Toledo      | Bandera de España | Diego Mateo Zarra         |
| A.D. Seseña                                 | Seseña               | Toledo      | Bandera de España | Francisco Hernando        |
| C. D. E. E. F. Patrocinio                   | Talavera de la Reina | Toledo      | Bandera de España | Jesús Fraile "Patrocinio" |
| C.D. Urda                                   | Urda                 | Toledo      | Bandera de España | Municipal                 |
| C.D. Bargas                                 | Bargas               | Toledo      | Bandera de España | Municipal                 |
| C. D. Yuncos                                | Yuncos               | Toledo      | Bandera de España | Villa de Yuncos           |
| C.D. Illescas                               | Illescas             | Toledo      | Bandera de España | Municipal                 |
| C. D. Torrijos                              | Torrijos             | Toledo      | Bandera de España | San Francisco             |
| C. D. Guadalajara "B"                       | Guadalajara          | Guadalajara | Bandera de España | Anexo a Pedro Escartín    |
| C. D. El Casar                              | El Casar             | Guadalajara | Bandera de España | La Antigua                |
| C. D. Azuqueca                              | Azuqueca de Henares  | Guadalajara | Bandera de España | San Miguel                |
| A. C. D. M. Horche                          | Horche               | Guadalajara | Bandera de España | San Roque                 |
| C.D.E. Villa de Carranque                   | Carranque            | Toledo      | Bandera de España | Municipal                 |
| C. D. Tarancón                              | Tarancón             | Cuenca      | Bandera de España | Municipal                 |
| Datos actualizados a: 23 de agosto de 2014. |                      |             |                   |                           |

### Equipos por provincias
| Provincia   | N.º | Equipos |
| ----------- | --- | --- |
| Toledo      | 13  | CD Quintanar (grupo I), CD Los Yébenes, CD Sonseca, CD Villacañas, CD Torrijos, C.D. Bargas, CF Talavera la Nueva, CD Yuncos, AD Torpedo 66, CDE EF Patrocinio, C.D. Urda, CDE EFB Ciudad de Talavera, C.D. Illescas, A.D. Seseña, C.D.E. Villa de Carranque (Grupo II) |
| Ciudad Real | 8   | CD Miguelturreño, CF La Solana, Tomelloso CF, Atl.Tomelloso, U.D. Carrión, CD Piedrabuena, C.F. Almodovar, Cervantes C. F. Bogas-Bus, (Grupo I) |
| Albacete    | 5   | UD Tobarra, Munera CF, CD Caudetano, UD Alpera, Zona 5 Albacete (Grupo I) |
| Guadalajara | 5   | ACDM Horche, CD El Casar, CD Azuqueca, CD Guadalajara "B" (Grupo II) |
| Cuenca      | 5   | CD Mota del Cuervo, AD San José Obrero, U.B.Conquense "B", Motilla C.F. (Grupo I), CD Tarancón (grupo II) |

## Resultados y clasificaciones

### Grupo I

#### Clasificación
|  |     | Equipo                      | PJ | Pts | G  | E | P  | GF | GC | Dif. |
|  | --- | --------------------------- | -- | --- | -- | - | -- | -- | -- | ---- |
|  | 1.  | A.D. San José Obrero        | 21 | 44  | 13 | 5 | 3  | 56 | 29 | +27  |
|  | 2.  | Munera C.F.                 | 21 | 44  | 13 | 5 | 3  | 43 | 16 | +27  |
|  | 3.  | C.F. La Solana              | 21 | 41  | 12 | 5 | 4  | 50 | 28 | +22  |
|  | 4.  | Atl.Tomelloso               | 21 | 41  | 13 | 2 | 6  | 52 | 18 | +34  |
|  | 5.  | U.D. Carrión                | 21 | 39  | 12 | 3 | 6  | 37 | 17 | +20  |
|  | 6.  | U.D. Tobarra                | 21 | 37  | 11 | 4 | 6  | 35 | 18 | +17  |
|  | 7.  | Motilla C.F.                | 21 | 35  | 10 | 5 | 6  | 34 | 24 | +10  |
|  | 8.  | C. D. Quintanar             | 21 | 34  | 9  | 7 | 5  | 33 | 26 | +7   |
|  | 9.  | U.B.Conquense "B"           | 21 | 33  | 9  | 6 | 6  | 34 | 30 | +4   |
|  | 10. | U. D. Alpera                | 21 | 27  | 8  | 3 | 10 | 27 | 35 | -8   |
|  | 11. | C. D. Miguelturreño         | 21 | 25  | 7  | 4 | 10 | 26 | 35 | -9   |
|  | 12. | C.D.E. E.F. Zona 5 Albacete | 21 | 23  | 6  | 5 | 10 | 20 | 37 | -17  |
|  | 13. | C.F. Almodovar              | 21 | 20  | 4  | 8 | 9  | 25 | 39 | -14  |
|  | 14. | C.D. Piedrabuena            | 21 | 20  | 5  | 5 | 11 | 21 | 43 | -22  |
|  | 15. | C.D. Caudetano              | 21 | 20  | 4  | 8 | 9  | 23 | 46 | -23  |
|  | 16. | Cervantes C.F. Bogas-Bus    | 21 | 18  | 4  | 6 | 11 | 19 | 37 | -18  |
|  | 17. | C.D. Mota del Cuervo        | 21 | 10  | 2  | 4 | 15 | 12 | 40 | -28  |

- El Tomelloso C. F. se retiró tras dispustar 17 jornadas.

Fuente:Federación de Fútbol de Castilla-La Mancha

Pts = Puntos; PJ = Partidos Jugados; G = Partidos Ganados; E = Partidos Empatados; P = Partidos Perdidos; GF = Goles Anotados; GC = Goles Recibidos; Dif. = Diferencia de goles
|  | Ascenso a Tercera División(Grupo XVIII). |
|  | Playoff de ascenso a Tercera División.   |
|  | Descenso a Primera Autonómica.           |

### Grupo II

#### Clasificación
|  |     | Equipo                               | PJ | Pts | G  | E | P  | GF | GC | Dif. |
|  | --- | ------------------------------------ | -- | --- | -- | - | -- | -- | -- | ---- |
|  | 1.  | C. D. Azuqueca                       | 21 | 48  | 15 | 3 | 3  | 56 | 16 | +40  |
|  | 2.  | C. D. Torrijos                       | 21 | 47  | 15 | 2 | 4  | 39 | 18 | +21  |
|  | 3.  | C. D. Illescas                       | 21 | 43  | 13 | 4 | 4  | 41 | 20 | +21  |
|  | 4.  | C. D. Villacañas                     | 21 | 42  | 13 | 3 | 5  | 36 | 21 | +15  |
|  | 5.  | C. D. Guadalajara "B"                | 21 | 34  | 10 | 4 | 7  | 32 | 19 | +13  |
|  | 6.  | A. D. Torpedo 66                     | 21 | 32  | 9  | 6 | 6  | 31 | 28 | +3   |
|  | 7.  | C. D. El Casar                       | 21 | 29  | 9  | 2 | 10 | 26 | 23 | +3   |
|  | 8.  | C. D. Urda                           | 21 | 28  | 8  | 4 | 9  | 27 | 28 | -1   |
|  | 9.  | A. C. D. M. Horche                   | 21 | 28  | 8  | 4 | 9  | 25 | 31 | -6   |
|  | 10. | A. D. Seseña                         | 21 | 27  | 7  | 6 | 8  | 36 | 34 | +2   |
|  | 11. | C. D. Los Yébenes                    | 21 | 27  | 8  | 3 | 10 | 29 | 34 | -5   |
|  | 12. | C. D. Sonseca                        | 21 | 27  | 8  | 3 | 10 | 28 | 34 | -6   |
|  | 13. | C. D. E. E. F. Patrocinio            | 21 | 25  | 7  | 4 | 10 | 21 | 39 | -18  |
|  | 14. | C. D. Yuncos                         | 21 | 24  | 7  | 3 | 11 | 20 | 26 | -6   |
|  | 15. | C. D. Bargas                         | 21 | 23  | 6  | 5 | 10 | 20 | 29 | -9   |
|  | 16. | C. D. Tarancón                       | 21 | 23  | 7  | 2 | 12 | 22 | 39 | -17  |
|  | 17. | C. D. E. E. F. B. Ciudad de Talavera | 21 | 19  | 5  | 4 | 12 | 19 | 34 | -15  |
|  | 18. | C.D.E. Villa de Carranque            | 21 | 7   | 1  | 4 | 16 | 12 | 47 | -35  |

Fuente: Federación de Fútbol de Castilla-La Mancha
Pts = Puntos; PJ = Partidos Jugados; G = Partidos Ganados; E = Partidos Empatados; P = Partidos Perdidos; GF = Goles Anotados; GC = Goles Recibidos; Dif. = Diferencia de goles
|  | Ascenso a Tercera División (Grupo XVIII). |
|  | Playoff de ascenso a Tercera División.    |
|  | Descenso a Primera Autonómica.            |

## Play-Off de ascenso a Tercera División
| Ida; |  | vs. |  |  |  |

| Vuelta; |  | vs. |  |  |  |

| Asciende a Tercera División |

## Goleadores

### Grupo I
| Pos. | Jugador                    | Equipo                | Goles | PJ |
| ---- | -------------------------- | --------------------- | ----- | -- |
| 1.°  | Alberto Andrés Zapata Mico | Munera C. F.          | 22    | 21 |
| 2.°  | José Ramón Naranjo Delgado | C. F. La Solana       | 19    | 19 |
| 3.º  | Roberto Rodrigo Serna      | A. D. San José Obrero | 18    | 20 |
| 4.º  | Héctor Mondéjar Briones    | Motilla C. F.         | 13    | 19 |
| 5.º  | Jose Luis Gallego Coronado | Atlético Tomelloso    | 13    | 19 |

Fuente: Federación de Fútbol de Castilla-La Mancha

### Grupo II
| Pos. | Jugador                | Equipo            | Goles | PJ |
| ---- | ---------------------- | ----------------- | ----- | -- |
| 1.°  | Javier Robledo Pozuelo | C. D. Azuqueca    | 14    | 19 |
| 2.°  | Esau Rojo Martínez     | C. D. Azuqueca    | 12    | 20 |
| 3.º  | Isaac Suescum Luna     | C. D. Torrijos    | 12    | 20 |
| 4.º  | David Garrido García   | C. D. Los Yébenes | 11    | 17 |
| 5.º  | Borja Mozo Merino      | A. D. Seseña      | 10    | 21 |

Fuente: Federación de Fútbol de Castilla-La Mancha